# Anke Heinig
Anke Heinig (* 19. August 1968 in Altenburg) ist eine deutsche Tischtennisspielerin. Sie gehörte in den 1980er Jahren zu den besten Spielerinnen der DDR und gewann 1990 die letzte DDR-Meisterschaft im Einzel.

## Nationale Erfolge
Bei den nationalen Meisterschaften der DDR gewann die Linkshänderin Anke Heinig insgesamt fünf Titel. Von 1989 und 1990 wurde sie DDR-Meisterin im Einzel, 1988, 1989 und 1990 gewann sie den Doppelwettbewerb (mit Katrin Heinze).
Heinig schloss sich dem Verein BSG Lokomotive Leipzig-Mitte an, mit dem sie von 1986 bis 1990 fünfmal hintereinander DDR-Mannschaftsmeister wurde.
Nach der Wende spielte Heinig in den Vereinen Reinickendorfer Füchse (1991–1997), SV Dresden-Mitte 1950 (ab 1997), TSV Rostock Süd (ab 2007) und TTC Colditz (meist in der Regionalliga). Sie gewann 1993 und 1994 die norddeutschen Meisterschaften im Einzel, 1994 auch im Doppel (mit Gabriele Kalka) und wurde 1994 Berliner Meisterin.
2010 holte Heinig zusammen mit Katrin Franke den Titel im Doppel bei den Deutschen Seniorenmeisterschaften AK40 in Berlin, 2011 und 2014 gewann sie den Einzelwettbewerb.

## International
Da sich die DDR ab 1972 im Tischtennis als Folge des Leistungssportbeschlusses international abkapselte, hatte Anke Heinig keine Gelegenheit, sich international zu profilieren. Nach der Wende nahm sie 1990 in Göteborg für die DDR an der Europameisterschaft teil.

## Privat
Anke Heinig ist Lehrerin.